# Provinciale

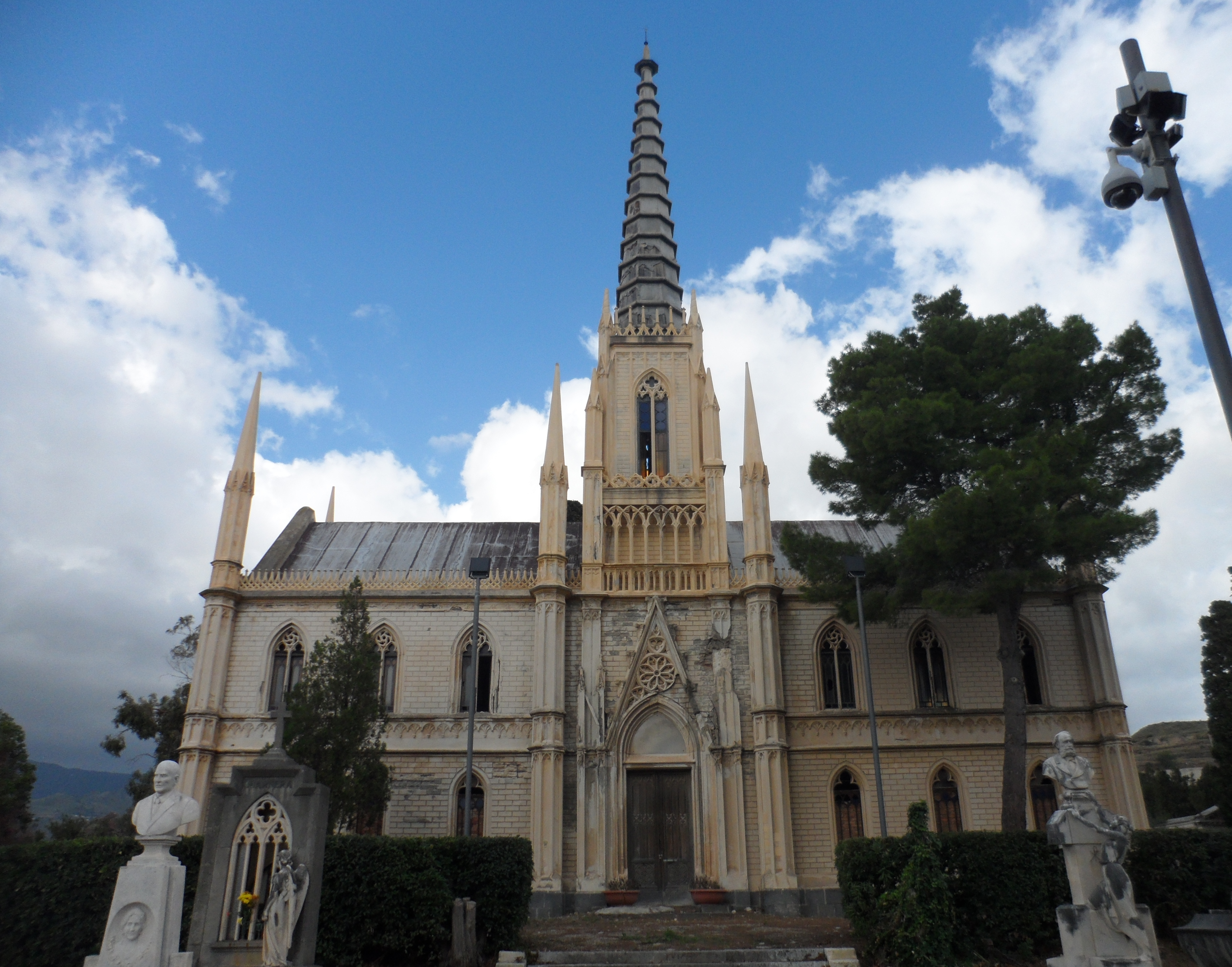
Il cenobio del cimitero monumentale

Provinciale (Pruvinciali in dialetto messinese) è un rione della III circoscrizione del comune di Messina, distante circa 3 km a sud dal centro cittadino. Il suo territorio confina a sud col rione Gazzi (separato dall'ex curvone Gazzi delle FS), a nord col Quartiere lombardo e col Quartiere americano, a ovest col Villaggio Santo e ad est col rione Cannamele e col Rione Ferrovieri.
Cerniera tra il centro storico e la cosiddetta Zona Sud della città, si tratta di un quartiere molto vivace dal punto di vista commerciale, grazie alla presenza del Mercato Vascone e di numerosi negozi lungo il viale San Martino e la via Catania. La presenza del comitato Addiopizzo di Messina e dell'unica sala in città atta alla preghiera per la comunità musulmana (oltre al Centro islamico di Mangialupi) arricchiscono il quartiere anche dal punto di vista sociale. Questi fattori, uniti alla sede del Cimitero Monumentale di Messina, uno dei luoghi più di pregio da un punto di vista architettonico ed artistico della città, contribuiscono certamente a rendere il quartiere Provinciale uno dei luoghi più interessanti e vivi di Messina, fuori dal centro storico.

## Monumenti e luoghi d'interesse
- Villa Dante

### Luoghi di culto
- Chiesa parrocchiale Santa Maria di Gesù;
- Chiesa dedicata alla Madonna dei miracoli.
- Chiesa dedicata ai santi Pietro e Paolo.
- Cimitero monumentale di Messina

## Infrastrutture e trasporti
Il quartiere è attraversato dalla linea tramviaria di Messina in via Catania, la via principale del rione.
Nella parte nord, nei pressi della Villa Dante è presente il parcheggio "Zaera sud".

## Lotta alla Mafia
Proprio nel rione Provinciale ha sede, in un locale confiscato alla mafia, il comitato di Addiopizzo Messina.